# S Mensae
S Mensae är en långsam irreguljär variabel av LB-typ i stjärnbilden Taffelberget.
Stjärnan har visuell magnitud +9,9 och varierar i amplitud med 1,01 magnituder och en period av 176,4 dygn.